# Indonesische Sprache

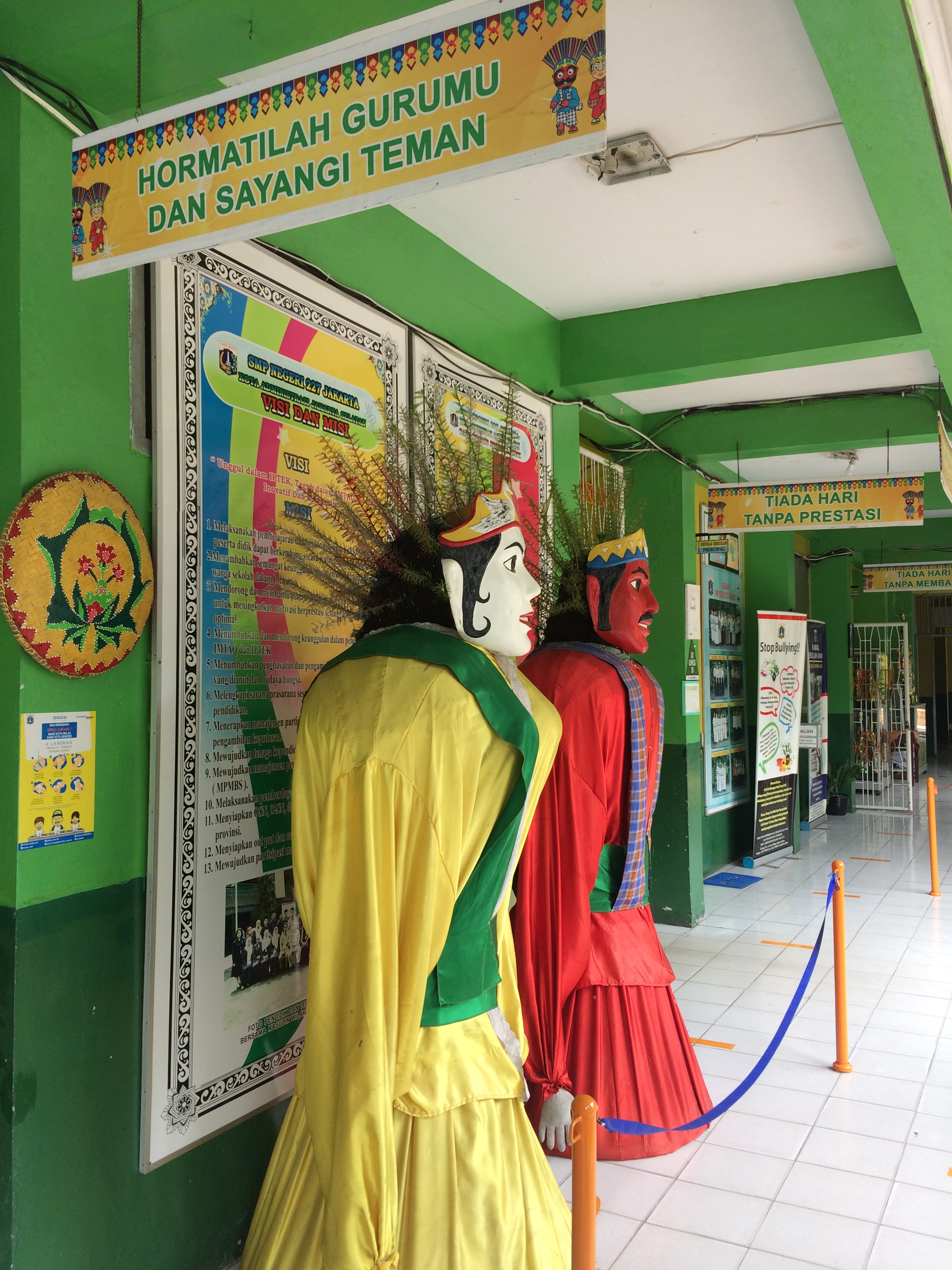
In den Schulen wird Indonesisch verwendet

Die indonesische Sprache (Eigenbezeichnung: bahasa Indonesia, ISO 639-3: Indonesian) ist die offizielle Landessprache des Staates Indonesien. Ihr linguistischer Hintergrund (Makrosprache) ist die malaiische Sprache. Der Gebrauch des Ausdrucks Bahasa Indonesia ist für alle in Indonesien erscheinenden Zeitungen, Radio- und Fernsehsendungen zwingend vorgeschrieben. Es wird von etwa 162 Millionen Menschen gesprochen. Für 21 Millionen, von denen die meisten auf Java leben, ist es Erstsprache. 141 Millionen benutzen es als Zweit- oder Verkehrssprache. Außerhalb Indonesiens wird es unter anderem in Saudi-Arabien, Singapur, den Niederlanden und den USA gesprochen.
In Osttimor, von 1975 bis 1999 von Indonesien besetzt, hat Indonesisch laut der Verfassung den Status einer Arbeitssprache. Viele der Studienlehrgänge an den Universitäten Osttimors werden in dieser Sprache gehalten. 36,6 % der Bevölkerung konnten 2015 Bahasa Indonesia sprechen, lesen und schreiben, weitere 1,7 % sprechen und lesen, 17,6 % nur lesen und 6,2 % nur sprechen. 2700 Einwohner sprechen Indonesisch als Muttersprache. 1991, während der indonesischen Besatzung, sprachen noch 60,34 % der Osttimoresen die Sprache.
Die meisten Indonesier sprechen neben der Landessprache mindestens eine der mehr als 700 einheimischen Sprachen fließend. Beispiele sind Javanisch und Sundanesisch, die häufig zu Hause und in der lokalen Gemeinschaft verwendet werden. Die meisten formalen Ausbildungen und fast alle nationalen Massenmedien, Regierungsführung, Verwaltung und Justiz sowie andere Formen der Kommunikation werden jedoch auf Indonesisch durchgeführt.

## Sprachregulierung
Bahasa Indonesia wird durch die staatliche Institution Badan Pengembangan dan Pembinaan Bahasa (Agentur für Sprachentwicklung und -förderung) reguliert.